# Яхнов, Геннадий Михайлович
Генна́дий Миха́йлович Яхно́в (30 августа 1918, Фофаново, Московская область — 30 августа 2014, Санкт-Петербург) — советский военный лётчик, участник Великой Отечественной войны, заместитель командира 33-го истребительного авиационного полка 106-й истребительной авиационной дивизии ПВО Северного фронта ПВО, Герой Советского Союза (1944).

## Биография
Родился 30 августа 1918 года в семье крестьянина в деревне Фофаново Хотимльской волости Ковровского уезда Владимирской губернии (с 1997 года деревня прекратила существование, её территория относится к Южскому району Ивановской области).

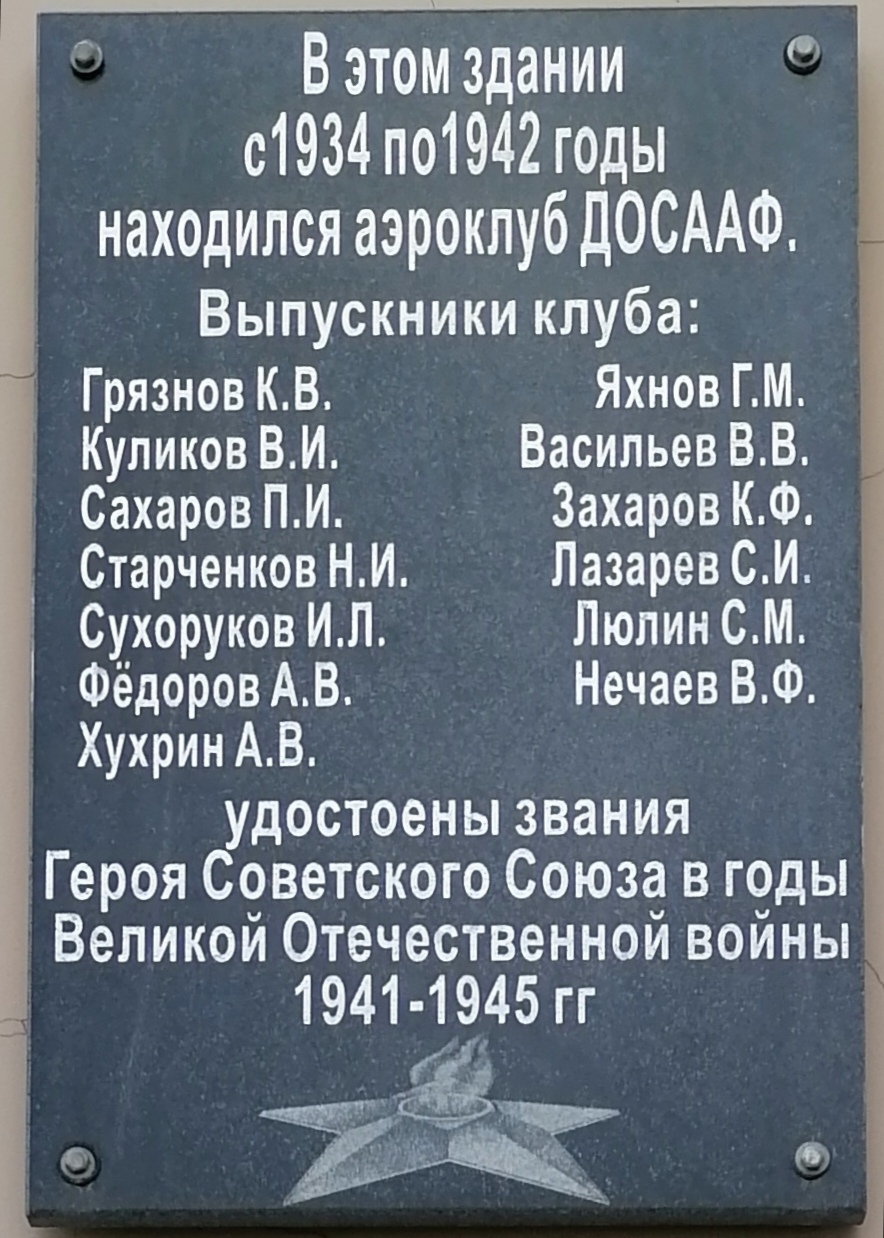
Мемориальная доска в Иванове, ул. Красной Армии, 3/5

Окончил школу-семилетку в селе Хотимль и поступил в Ивановский химико-технологический техникум. В 1936 году, на втором курсе техникума, записался в аэроклуб. Через год подал заявление с просьбой направить его в школу военных лётчиков.
В 1937 году был призван в Красную армию и направлен в Пермскую военную авиационную школу, которую окончил в 1939 году. Младший лейтенант Яхнов получил назначение в 15-й истребительный авиационный полк, базировавшийся близ города Полоцка (Белорусская ССР). Участвовал в походе Красной армии в Западную Украину и Западную Белоруссию в 1939 году. В том же году переведён в 33-й истребительный авиационный полк (10-я смешанная авиационная дивизия, Западный особый военный округ). В 1941 году окончил курсы командиров звеньев. Член ВКП(б)/КПСС с 1941 года.
С первых дней Великой Отечественной войны участвовал в боях с немецко-фашистскими захватчиками. Всю войну прошёл в рядах 33-го истребительного авиационного полка. Первый боевой вылет совершил 22 июня в районе Бреста. Осенью 1941 года лейтенант Яхнов был назначен заместителем командира эскадрильи.
К апрелю 1944 года майор Яхнов совершил 518 боевых вылетов (из них 32 — ночью). Он провёл 52 воздушных боя, в которых лично сбил 8 самолётов противника и 6 — в группе. 47 раз он летал на штурмовку наземных целей: сжёг на немецких аэродромах 6 «Ю-52», 2 «Ю-88», 3 «Хе-111», уничтожил эшелон с горючим и боеприпасами, подавил огонь шести зенитно-артиллерийских батарей, уничтожил 17 автомашин с техникой и войсками. 23 раза летал на разведку наземных войск. За эти подвиги был представлен к званию Героя Советского Союза.
В мае 1944 года он был назначен заместителем командира 33-го истребительного авиационного полка. Последний боевой вылет майор Яхнов совершил в марте 1945 года. День Победы встретил в Латвии, на аэродроме Резекне. Всего за годы войны лётчик Яхнов совершил 574 боевых вылета, провёл 69 воздушных боёв, сбил в воздухе 10 самолётов противника лично и 7 в группе, 10 самолётов сжёг на земле, совершил более 30 разведывательных полётов, более 30 вылетов на сопровождение бомбардировщиков и штурмовиков.
После войны Яхнов продолжил службу в военной авиации. Был начальником воздушно-стрелковой подготовки 106-й авиационной дивизии ПВО, базировавшейся в Прибалтике. В 1947 году принял командование 907-м истребительным авиационным полком в Баку. С 1952 года полковник Яхнов был военным советником в Болгарии, организовывал две истребительные дивизии, оснащённые реактивными самолётами «Як-23». В 1956 году окончил высшие курсы командиров дивизий при Военно-воздушной академии и был назначен заместителем командира дивизии в Смоленске.
В 1958 году по состоянию здоровья Г. М. Яхнов был списан с лётной работы. В том же году полковник Яхнов вышел в отставку.
Жил в городе Жданов (ныне город Мариуполь Донецкой области Украины), работал на хозяйственных должностях. В 1978 году переехал в город Рязань. До выхода на пенсию работал в Горжилуправлении. Активно занимался общественной деятельностью, 12 лет возглавлял городской Совет ветеранов. Написал книгу воспоминаний «Когда небо в огне».
Умер в день своего 96-летия, 30 августа 2014 года, в Санкт-Петербурге, где в последнее время жил вместе с дочерью. Урна с прахом похоронена на Скорбященском кладбище г. Рязани.

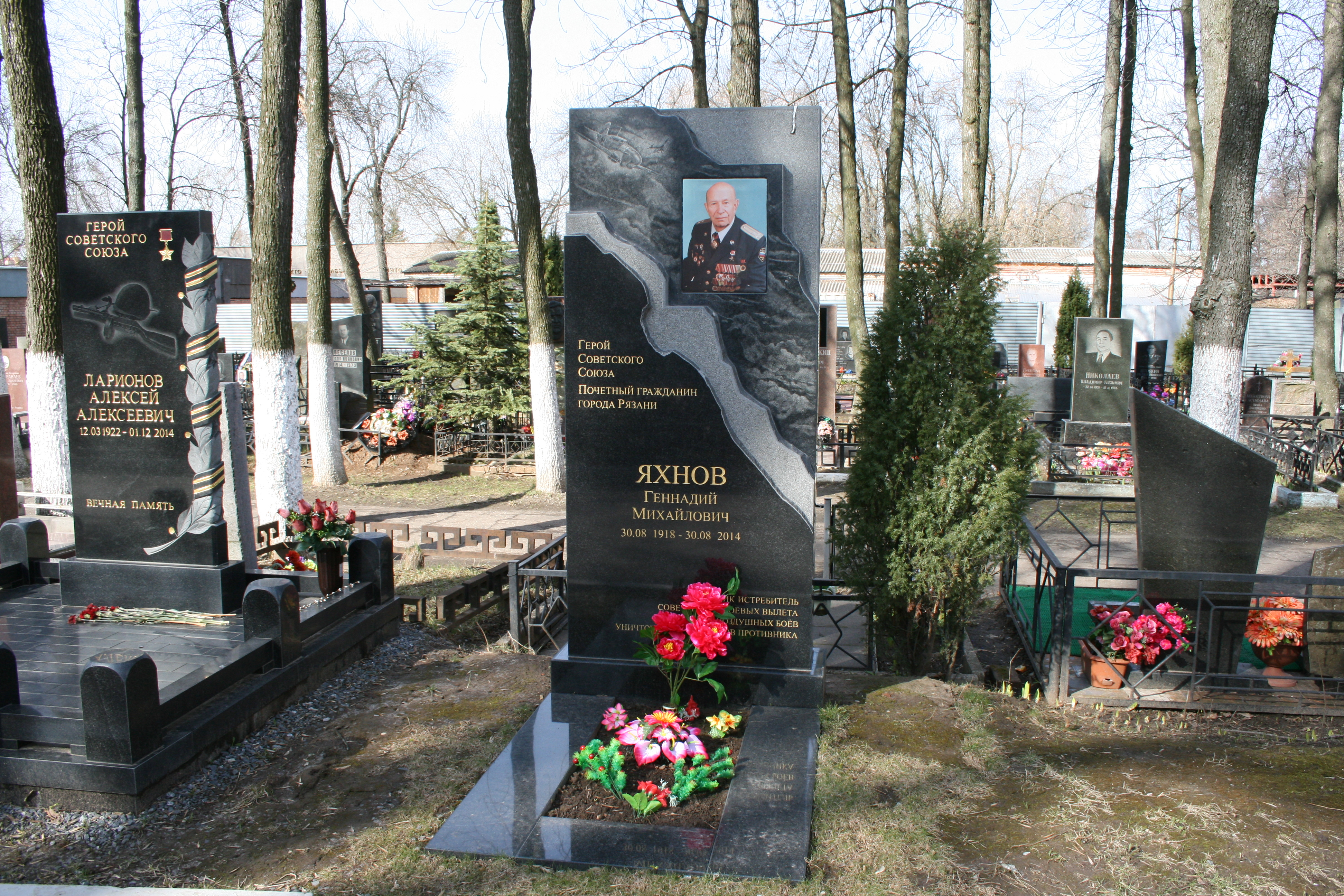
Могила Г. М. Яхнова на Скорбященском кладбище г. Рязани

## Награды
- Указом Президиума Верховного Совета СССР от 22 августа 1944 года за образцовое выполнение заданий командования и проявленные мужество и героизм в боях с немецко-фашистскими захватчиками майору Яхнову Геннадию Михайловичу присвоено звание Героя Советского Союза с вручением ордена Ленина и медали «Золотая Звезда» (№ 2700).
- Награждён тремя орденами Красного Знамени, орденами Отечественной войны 1-й степени, Красной Звезды, «За заслуги перед Отечеством» 3-й степени, медалями.

## Память
- Почётный гражданин города Рязани (май 2005 года).
- Отмечалось 91-летие со дня рождения Героя[4].
- Мемориальная доска в память о Яхнове установлена Российским военно-историческим обществом на школе села Хотимль, где он учился.

## Интересный факт
В октябре 2009 года на квартиру Яхнова Г. М. был совершён налёт, в результате которого был похищен китель со всеми наградами. Раскрыть это преступление и найти похищенное правоохранительные органы не сумели. Тогда в 2011 году Рязанский региональный благотворительный общественный фонд поддержки Героев Советского Союза и Героев Российской Федерации организовал изготовление дубликатов наград, которые были вручены Г. М. Яхнову в 2011 году.